# El Marqués
El Marqués è una municipalità dello stato di Querétaro, nel Messico centrale; il capoluogo è la città di La Cañada.
La popolazione della municipalità è di 116.458 abitanti e ha una estensione di 787.4 km².